# Дом Уодсворта — Лонгфелло
Дом Уодсворт—Лонгфелло (англ. Wadsworth-Longfellow House) - исторический дом-музей в городе Портленд штата Мэн, США.
В 1963 году дом признан Национальным историческим памятником США и в 1966 году включён в Национальный реестр исторических мест США.
Дом открыт для публичного посещения ежедневно с мая по октябрь.

## История

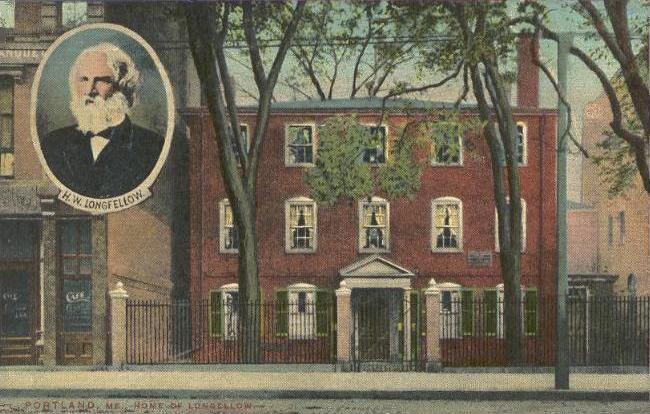
Дом Уодсворт—Лонгфелло,
почтовая карточка 1910 года

Дом имеет историческую и литературную ценность, поскольку этот дом один из старейших домов Портленда, и дом в котором прошло детство известного американского поэта Генри Уодсворта Лонгфелло.
Дом был построен в 1786 году генералом Войны за независимость США Пелегом Уодсвортом, и это был первый полностью кирпичный жилой дом в Портленде. Уодсворт вырастил десятерых детей. Его дочь - Зилпан вышла замуж за Стефана Лонгфелло, они поженились в этом доме.
Их сын - Генри Лонгфелло родился 27 февраля 1807 года в доме сестры Стефана, расположенном неподалёку. Когда ребёнку исполнилось 9 месяцев семья Лонгфелло переехала в этот дом, а семья генерала Уодсворта переехала на семейную ферму в округе Оксфорд.
Следующие 35 лет Генри Лонгфелло провёл в этом доме.
Анна Лонгфелло Пирс (1810-1901) была последним членом семьи, кто жил в этом доме. Она предусмотрительно сохраняла дом в том виде, в котором он был во время генерала Уодсворта, и завещала дом и его обстановку Историческому обществу штата Мэн.
Анна Пирс умерла в 1901 году, и Историческое общество штата Мэн через год открыло дом для публичного посещения